# Google Update
Google Update is een opensourceprogramma dat ontwikkeld werd door Google om Google Chrome automatisch te updaten of te upgraden naar de laatste versie. Het kan niet verwijderd worden, maar eventueel wel worden uitgeschakeld. Google Update wordt verwijderd nadat alle Google-software van de computer gewist is. Google Update verzendt ook periodiek een niet-unieke vierlettercode naar Google Inc., waarmee kan worden vastgesteld hoe Google Chrome werd geïnstalleerd. De code is niet te herleiden tot een persoon.
Google Update verzendt ook andere informatie over het gebruik, waaronder hoeveel en hoe vaak mensen Chrome gebruiken, of Chrome de dag ervoor werd gebruikt, het aantal dagen dat het geleden is dat Chrome werd gebruikt en het totale aantal dagen dat Google Chrome is geïnstalleerd.